# Iso Pukkisaari (ö i Mellersta Finland)
Iso Pukkisaari är en ö i Finland. Den ligger i sjön Kyyjärvi och i kommunen Kyyjärvi i den ekonomiska regionen  Saarijärvi-Viitasaari och landskapet Mellersta Finland, i den centrala delen av landet, 300 km norr om huvudstaden Helsingfors. Öns area är 1,6 hektar och dess största längd är 240 meter i nord-sydlig riktning.